# Mynt- och justeringsverket
Mynt- och justeringsverket (egentligen Kungl. Mynt- och justeringsverket) var ett svenskt centralt ämbetsverk under Finansdepartementet med ansvar för att prägla rikets mynt och medaljer, samt att kontrollera ädelmetallarbeten och därefter förse dem med kontrollstämplar. Verket bildades 1910 genom en sammanslagning av Myntverket och Kontrollverket.
Chefen för Mynt- och justeringsverket bar titeln myntdirektör.